# Alocoderus decrepidus
Alocoderus decrepidus är en skalbaggsart som beskrevs av Rudolph Petrovitz 1975. Alocoderus decrepidus ingår i släktet Alocoderus och familjen Aphodiidae. Inga underarter finns listade i Catalogue of Life.